# Palaeeudyptes klekowskii
Palaeeudyptes klekowskii va ser una espècie extinta de pingüí del gènere Palaeeudyptes. Tenia aproximadament la mida del seu congènere Palaeeudyptes antarcticus: una mica més gros que el pingüí emperador. P. klekowskii és conegut a partir d'una extensa col·lecció d'ossos fòssils de finals de l'Eocè (34-37 milions d'anys) de la formació La Meseta a la illa Seymour, Antàrtida. Inicialment P. klekowskii no va ser reconegut com una espècie diferent.